# Zosterop del mont Camerun
El zosterop del mont Camerun (Zosterops melanocephalus) és un ocell de la família dels zosteròpids (Zosteropidae).

## Hàbitat i distribució
Viu als clars del bosc, arbres i arbusts de muntanya del Mont Camerun, al sud-oest de Camerun.

## Taxonomia
Ha estat considerat una espècie de l'obsolet gènere Speirops, però va ser ubicada a Zosterops, arran els treballs de Melo et al. 2011.